# 卡尔·柴尔斯
卡尔·柴尔斯（1944年4月1日—2020年4月26日）是一位德国神经科学家和解剖学家，出生于维尔茨堡，1991年至2012年间任杜塞尔多夫大学脑科学教授和于利希研究中心研究员。